# 카멜리타 게러티

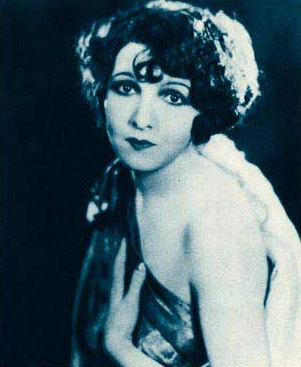

카멜리타 게러티(Carmelita Geraghty, 1901년 3월 21일 ~ 1966년 7월 7일)는 미국의 배우, 화가, 영화배우이다.
맨해튼에서 사망하였다. 사인은 심근 경색이다. 할리우드 포에버 공동묘지에 매장되었다.

## 영화
- 말레이 나이츠 (1932년)
- 50 밀리언 프렌치맨 (1931년)
- 프리주어 가든 (1925년)